# Urnemarkskulturen
Urnemarkskulturen er perioden mellem ca. 1300 f.Kr. og 750 f.Kr. i Centraleuropas bronzealder.
Kulturen har fået navn efter gravskikken med at brænde de døde i området, der når fra det nuværende Ungarn via en bue over Østrig, Tjekkiet og Sydtyskland til Østfrankrig. Det blev almindeligt at oprette store gravpladser med urnegrave både på flad mark og under lave høje. I Nordeuropa kaldes perioden Yngre bronzealder.
Urnemarkskulturen er også karakteriseret ved fremkomsten af de tidligste europæiske former for et talsystem. Fra omkring 1200 f.Kr. er der specielt i Centraleuropa fundet en række bronzesegl med mærker, der tolkes som et talsystem, og som betegnes urnemarkskulturens talsystem

## Oprindelse
Urnemarkskulturen er en udvikling af ”tumuluskulturen” (gravhøjskultur). Ændringen skete gradvist, som det ses af keramikken og gravgaverne. I visse dele af Tyskland eksisterede ligbrænding og kistebegravelser samtidigt, og nogle grave indeholder både tumuluskeramik og Urnemarkssværd eller indgraverede tumulusmønstre i keramik sammen med tidlig Urnemarkskulturstil.
16 spænder, deponeret i en mose i Ellmoosen (Kreis Bad Aibling, Tyskland), omfatter hele den kronologiske periode fra Bronze B til tidlig Ha A. De viser en stærk, rituel kontinuitet. Ved nogle vadesteder over floderne Loire, Seinen og Rhône er der fundet sammenhængende ofringer, som viser sammenhæng i hele tidsrummet fra slutningen af yngre stenalder til Urnemarksperioden.
Oprindelsen til ligbrændingsritualerne ses på Balkan, hvor de var almindeligt brugt allerede i den østlige del af tumuluskulturen. Enkelte kremeringer er også fundet i Proto-Lausitzkulturen og Trzcinieckulturen.

## Kronologi
Inden for visse områder som Sydvesttyskland regnes periodens begyndelse fra 1200-talet (begyndelsen af Ha A), men allerede bronze D Riegsee-fasen gennemfører ligbrændinger. Da ændringen fra den mellemste bronzealder til Urnemarkskulturen skete gradvis, er det kun et spørgsmål om definition.
Urnemarkskulturen omfatter Hallstatt A og B (Ha A og B) i Paul Reineckes kronologi. (Det må ikke sammenblandes med Hallstattkulturen (Ha C og D) i tidlig jernalder). Dette svarer til faserne III-IV i Oscar Montelius' periodeindeling for nordisk bronzealder. Det varierer med forfatter og region, om Reineckes Bronze D skal medregnes, men det er almindeligt at tage den med.
Urnemarkskulturen er inddelt i de følgende faser:
|          | f.kr      |
| -------- | --------- |
| Bronze D | 1300-1200 |
| Ha A1    | 1200-1100 |
| Ha A2    | 1100-1000 |
| HaB1     | 1000-800  |
| HaB2     | 900-800   |
| Ha B3    | 800-750   |

Eksistensen af Ha B3 er omdiskuteret, eftersom materialet udelukkende består af kvindegrave. 100-årsinddelingerne viser, at inddelingen i allerhøjeste grad er skematisk. Faserne er baseret på typologiske ændringer, og det betyder, at de ikke er helt tidsrette. Flere dendrokronologiske og radiokronologiske dateringer er påkrævede.